# Laurel Canyon (film, 2002)
Pour les articles homonymes, voir Laurel Canyon (homonymie).
Pour plus de détails, voir Fiche technique et Distribution.
Laurel Canyon est un film américain réalisé par Lisa Cholodenko, présenté au Festival de Cannes en 2002 et sorti en salles en 2003.

## Résumé
Sam et Alex forment un jeune couple modèle. Étudiants et amoureux, ils travaillent dur pour réussir leurs examens et trouver un emploi à la mesure de leurs ambitions. Sitôt son diplôme de médecin en poche, Sam trouve un premier poste à Los Angeles. Les tourtereaux sont forcés de faire leurs bagages et de déménager à Laurel Canyon, où vit déjà Jane, la mère de Sam, une productrice de rock. Un peu coincés financièrement, les jeunes gens acceptent d'être hébergés par Jane. Mais rapidement, la cohabitation entre dans une zone de turbulence : la très sage Alex est attirée par la vie bohème de Jane, qui sort avec le chanteur du groupe qu'elle tente de lancer, un garçon de quinze ans son cadet. Quant à Sam, il rencontre Sara, une collègue de travail au charme incendiaire...

## Fiche technique
- Réalisation et scénario : Lisa Cholodenko
- Producteurs : Jeffrey Levy-Hinte (en) et Susan A. Stover
- Coproducteur : David McGiffert
- Producteurs exécutifs : Scott Ferguson et Dara Weintraub
- Musique : Craig Wedren, Daniel Lanois, Mark Linkous, Justin Meldal-Johnsen. Musique additionnelle : C'est si bon d'Henri Betti (1947)
- Directeur de la photographie : Wally Pfister
- Montage : Amy E. Duddleston
- Distribution des rôles : Deborah Aquila et Mary Tricia Wood
- Création des décors : Catherine Hardwicke
- Direction artistique : Stephanie Gilliam
- Décorateur de plateau : Gene Serdena
- Création des costumes : Cindy Evans
- Sociétés de production : Antidote Films et Good Machine International
- Société de distribution : Sony Pictures Classics
- Durée : 103 minutes
- Genre : Drame
- Pays :  États-Unis
- Langue : anglais
- Format d'image :  1.85:1 - 35mm - Couleur
- Son : Dolby Digital
- Dates de sortie en salles :  18 mai 2002 (Festival de Cannes) •  7 septembre 2002 (Toronto International Film Festival) •  7 mars 2003 (sortie limité) •  14 novembre 2003
- Classification :  États-Unis : R (sexe, drogue, langage) •  Canada : AA

## Distribution
- Frances McDormand (VF : Laure Sabardin) : Jane
- Christian Bale (VF : Dominique Guillo) : Sam
- Kate Beckinsale (VF : Laura Blanc) : Alex
- Natascha McElhone (VF : Elisabeth Ventura) : Sara
- Alessandro Nivola (VF : David Kruger) : Ian McKnight
- Lou Knox Barlow : Fripp
- Imaad Wasif : Dean
- Russell Pollard : Rowan

## Autour du film
- Kate Beckinsale et Christian Bale avaient déjà joué ensemble en 1994 dans Le Prince de Jutland.
- Bien qu'il ait été diffusé au Festival de Cannes en mai 2002[1], le film n'est jamais sorti en salles en France, mais directement en vidéo.

## Récompenses
- Dorothy Arzner Prize au Director's View Film Festival de 2003 en faveur de Lisa Cholodenko
- Meilleure actrice au Gijón International Film Festival de 2003 en faveur de Frances McDormand

## Vidéographie
- Laurel Canyon - DVD Zone 2 édité par Sony Pictures Home Entertainment le 16 juin 2004[2].